# اغوس ميدينا
اغوس ميدينا (بالإسبانية: Agus Medina) (8 سبتمبر 1994 بباربيرا ديل فاليس في إسبانيا - ) هو لاعب كرة قدم إسباني في مركز الدفاع. لعب مع نادي ساباديل وCE Sabadell FC B ‏.

## روابط خارجية
- اغوس ميدينا على موقع قاعدة بيانات كرة القدم.إي يو (الإنجليزية)
- اغوس ميدينا على موقع Soccerway.com (الإنجليزية)
- اغوس ميدينا على موقع AS.com (الإسبانية)